# Amerykański Korpus Ekspedycyjny
Artykuł ten został zgłoszony do umieszczenia na stronie głównej w rubryce „Czy wiesz”.
Pomóż nam go sprawdzić: oceń zgłoszoną nominację.

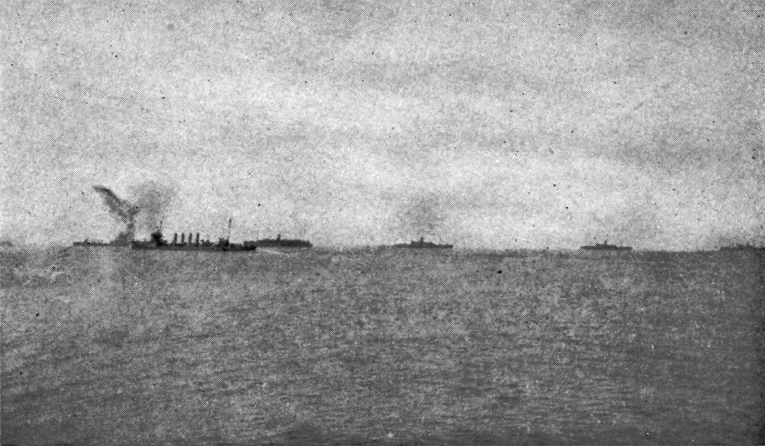
Pierwszy amerykański konwój przybywający do Europy, 1917

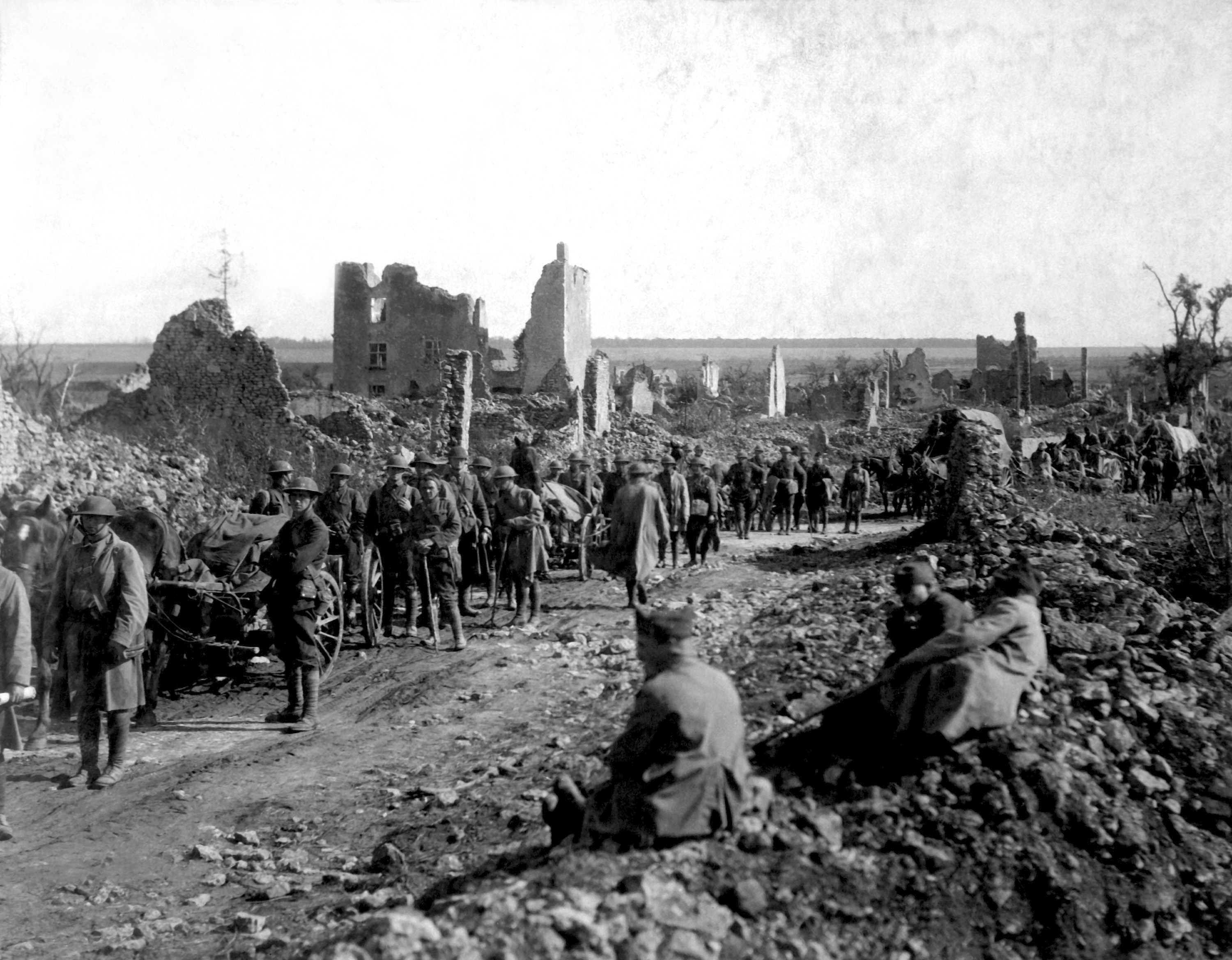
Żołnierze 18. batalionu karabinów maszynowych przechodzą przez St. Baussant w czasie bitwy o Saint-Mihiel, 13 września 1918

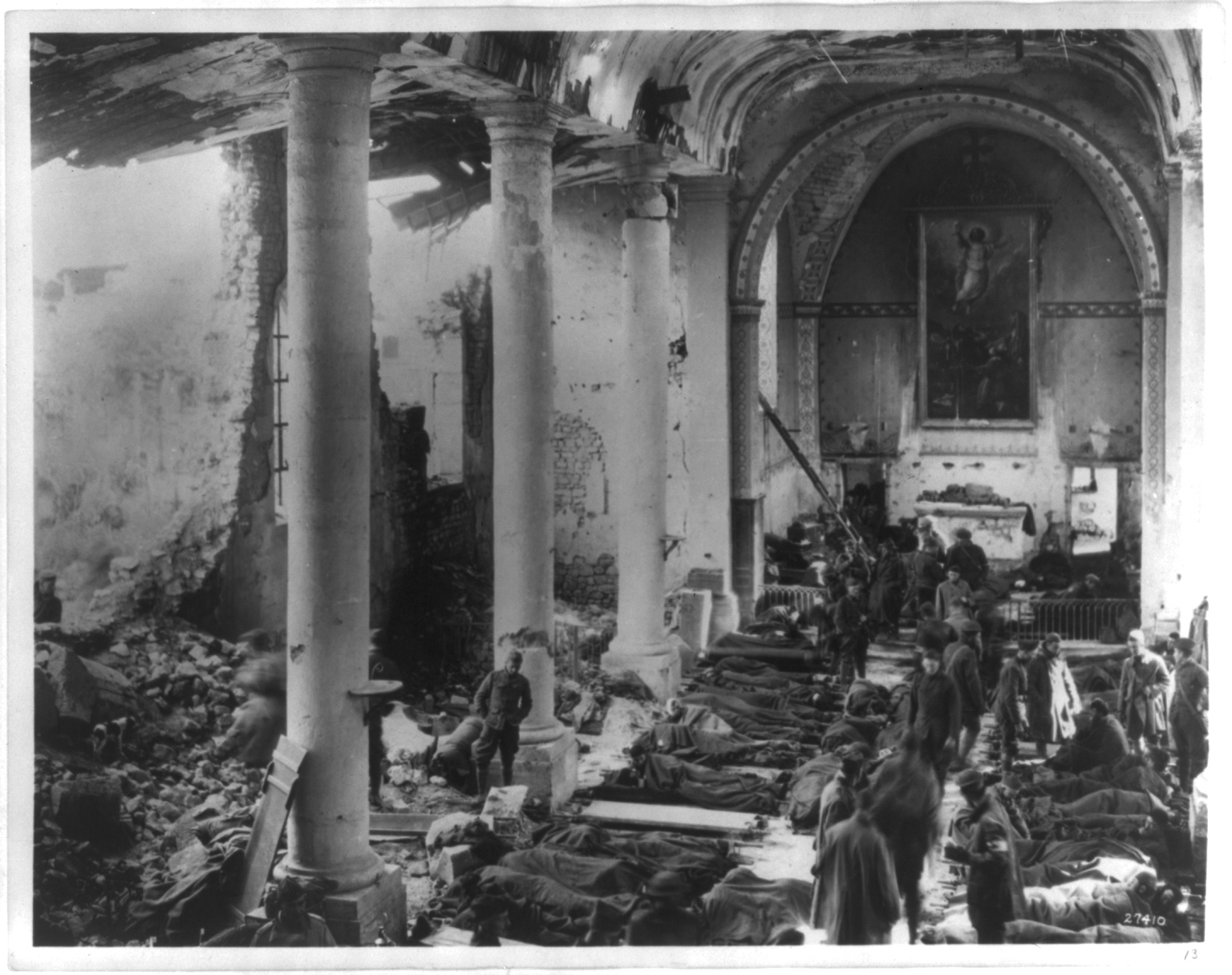
Amerykański szpital polowy we Francji, 1918

Amerykański Korpus Ekspedycyjny lub Amerykańskie Siły Ekspedycyjne (ang. American Expeditionary Forces, AEF) – korpus ekspedycyjny armii amerykańskiej walczący na froncie zachodnim I wojny światowej. Korpus został powołany w 1917 roku, a rozwiązany w 1920. Przez cały okres swojego istnienia był dowodzony przez generała Johna Pershinga. W szczytowym okresie liczył ponad 2 mln żołnierzy.
Była to pierwsza w historii amerykańska formacja wojskowa wysłana za granicę Stanów Zjednoczonych do obrony terytorium sojuszniczego państwa.

## Historia
23 marca Stany Zjednoczone wypowiedziały wojnę Cesarstwu Niemieckiemu. Prezydent Woodrow Wilson w orędziu do Kongresu argumentował swoją decyzję łamaniem podstawowych zasad prawa międzynarodowego i humanitaryzmu oraz prowadzeniem wojny podwodnej przez Niemców. Oświadczył, że dalszy utrzymywanie neutralności przez Stany Zjednoczone jest niemożliwe, Amerykanie muszą walczyć „o prawa i wolności małych narodów” oraz „zaprowadzić pokój i bezpieczeństwo, aby świat wreszcie stał się wolny”. Innym powodem przystąpienia Stanów Zjednoczonych do wojny mogły być składane przez Niemców obietnice odzyskania przez Meksyk terenów utraconych na rzecz Stanów Zjednoczonych w XIX wieku. 
Na podstawie ustawy zatwierdzonej przez Senat i Izbę Reprezentantów zdecydowaną większością głosów, wprowadzono w USA obowiązkową służbę wojskową. Szybko okazało się, że Stany Zjednoczone nie są przygotowane do wojny, a formowanie, szkolenie i transport Amerykańskich Sił Ekspedycyjnych wymagały długiego czasu. Ponieważ okręty transportowe potrzebne do przetransportowania amerykańskich żołnierzy do Europy były niewystarczające, armia zarekwirowała cywilne statki pasażerskie oraz „pożyczyła” okręty od innych państw alianckich, aby móc skutecznie podjąć swoich żołnierzy z Nowego Jorku, New Jersey i Wirginii. Działania mobilizacyjne obnażyły braki armii amerykańskiej, ale też wymusiły wdrożenie nowych nowych rozwiązań organizacyjnych i struktur dowodzenia, co przyczyniło się do szybkiego unowocześnienia amerykańskich sił zbrojnych.
Pierwsze oddziały amerykańskie wylądowały w Europie w czerwcu 1917 roku, jednak na linii frontu pojawiły się dopiero w październiku, obejmując bardziej spokojne odcinki w celu nabrania doświadczenia bojowego. Pierwszą operacją ofensywną AEF była bitwa pod Cantigny (28 maja 1918), gdzie pododdziały 1 Dywizji Piechoty odniosły lokalny, taktyczny sukces. Niedługo później Amerykański Korpus Ekspedycyjny odegrał ważną rolę w powstrzymaniu niemieckiego natarcia na Paryż podczas II bitwy nad Marną w czerwcu 1918 roku. Pierwszą samodzielną ofensywą amerykańską była bitwa o Saint-Mihiel we wrześniu 1918 roku. Ostatnią i największą operacją bojową Amerykanów w czasie I wojny światowej była ofensywa w Meuse-Argonne w ramach ofensywy stu dni zakończonej zawieszeniem broni 11 listopada 1918 roku.
Pod koniec wojny Pershing wysłał także oddziały 332 Pułku Piechoty do Włoch, a 27. i 339 Pułku Piechoty do Rosji (później znane jako Amerykańskie Siły Ekspedycyjne na Syberii i Amerykańskie Siły Ekspedycyjne w Północnej Rosji). Po zakończeniu działań wojennych generał Pershing utworzył na bazie AEF amerykańską 3 Armię, która uczestniczyła w okupacji Nadrenii.
W ciągu niecałych sześciu miesięcy walk zginęło 53 402 żołnierzy AEF. Kolejne 63 114 zmarło w wyniku wypadków i chorób.